# Édouard Goerg
Édouard Goerg, né Édouard Joseph Goerg à Sydney (Australie) le 9 juin 1893 et mort à Callian (Var) le 13 avril 1969, est un peintre, graveur et illustrateur expressionniste français.

## Biographie
Édouard Goergé est né en Australie. Il est le fils de Gustave Goerg, directeur des comptoirs familiaux du champagne Irroy en Australie et de Blanche Adet (mi-irlandaise, mi-bordelaise), qui voulaient y installer des comptoirs de champagne, issu donc d'une famille de négociants en champagnes.
Édouard Goerg gagne ensuite leur comptoir en Grande-Bretagne où il demeure quelques années avant de s'installer à Paris en 1900. Dès lors, il voyage beaucoup en France comme en Italie, en Inde et à Ceylan.
Rompant avec sa famille bourgeoise qui le destinait à reprendre le négoce dans le champagne, Goerg s'oriente vers la peinture. Il devient l’élève de Paul Sérusier et Maurice Denis à l’académie Ranson à Paris où il étudie de 1913 à 1914. Il y rencontre le peintre bordelais Georges Préveraud de Sonneville (1889-1978) avec lequel il se lie d'amitié, puis il suit l’enseignement d'Antoine Bourdelle. Son admiration se porte alors essentiellement vers Francisco Goya, Honoré Daumier et Georges Rouault.
Goerg est mobilisé durant la Première Guerre mondiale, et ce jusqu’en 1919. Il est envoyé sur le front de l'Ouest, puis est affecté dans les régions orientales du front et découvre ainsi la Grèce, la Turquie et la Serbie. L’expérience dramatique de la guerre va fortement influencer la nature de son œuvre dans les vingt années suivantes, avec notamment Ainsi va le monde sous l’œil de la police, un manifeste anti-guerre.
Démobilisé, Édouard Goerg retourne en 1919 à l'académie Ranson et y fait la connaissance d'Andrée Berolzheimer qu'il épouse en 1920. Le conflit qui l'oppose longtemps à son père jusqu'à la mort de celui-ci, en 1929, oriente sa peinture vers une critique de la société bourgeoise et de ses mœurs hypocrites. À partir de 1920, il devient l'une des figures majeures de l’expressionnisme français, son œuvre se caractérisant par des couleurs profondes, des compositions étranges et des thèmes à contenu social (religion, cirque). Toute une période de son œuvre le rapproche également du surréalisme, notamment ses travaux dans le domaine de la lithographie. En tant qu'illustrateur, il réalise de nombreux livres de bibliophilie.
Dans l’entre-deux-guerres, son succès est manifeste. Il participe aux Ateliers d'art sacré avec son ancien maître Maurice Denis. En 1935, il rencontre Louis Aragon et contribue aux activités de l'Association des écrivains et artistes révolutionnaires (A.E.A.R.). Il s'installe en 1938 au 11, rue Du Couédic.
Durant l’Occupation, Goerg est, avec André Fougeron et Édouard Pignon, l'un des trois dirigeants nationaux du Front national des arts. Il participe à l'album intitulé Vaincre, publié en juin 1944 au profit des FTP, réalisé avec notamment André Fougeron, Boris Taslitzky, Jean Aujame et Édouard Pignon.
À la même époque, il refuse de participer au voyage initié par Arno Breker que des artistes français (dont Charles Despiau) sont invités à effectuer dans le Reich pour y rencontrer Hitler. Son épouse Andrée, d’origine juive, doit se cacher avec leur fille Claude-Lise et meurt faute de pouvoir accéder aux soins. Goerg en ressent un profond traumatisme. Il est traité par électrochocs. Il se remarie en 1946.

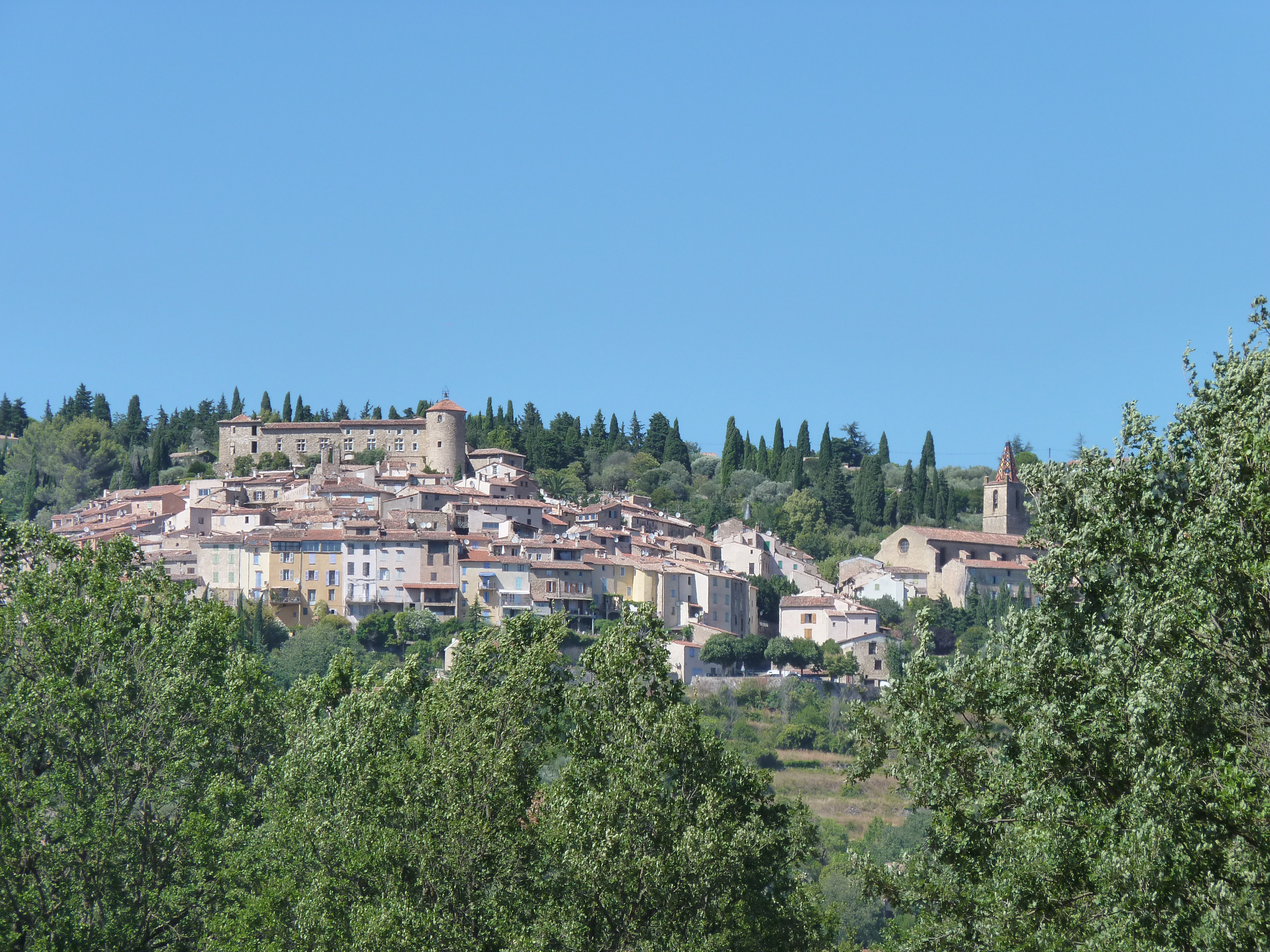
Callian.

Dans les années 1950, il enseigne la gravure à l’eau-forte aux Beaux-Arts de Paris et la peinture à l'académie de la Grande Chaumière.
Il devient président de la Société des peintres-graveurs français de 1945 à 1958. En 1965, il est élu membre de l'Académie des beaux-arts au fauteuil de Willem van Hasselt.
Sa seconde épouse l'encourage à peindre à nouveau. « Il aime les nus juvéniles et les fleurs » écrit Bernard Dorival. De fait, la femme est un de ses thèmes de prédilection, qui revient en plusieurs périodes. La plus connue est celle des Femmes-fleurs à la discrète et sereine mélancolie.
Alors qu’il s’apprête à quitter sa femme, il meurt en avril 1969. Sa mort de façon mystérieuse se complique de la disparition de tous ses écrits et mémoires qu'il tenait depuis 1912.
Il est inhumé dans le parc de son « château » à Callian, où son épouse, morte en novembre 1988, le rejoindra.

Élu le 10 décembre 1969 au fauteuil d'Édouard Goerg à l'Académie des beaux-arts, Jacques Despierre, dans son discours de réception, évoque l'œuvre de son prédécesseur en ces termes : 

« On ne sent plus le métier. C'est là un des critères qui nous étonnent le plus, celui où la création surgit soudain de la matière sans que l'on puisse en déceler le mécanisme. C'est le privilège des plus grands. »

## Œuvres

### Contributions bibliophiliques
- Étienne Beaurouge, La Chanson du moteur, 4 gravures hors texte d'Édouard Goerg, 100 exemplaires numérotés sur papier Japon, Éditions de la Librairie Six, Paris, 1922.
- Ouvert la nuit, six planches gravées, chacune en 30 exemplaires numérotés, représentant les six nuits et destinées à illustrer l'ouvrage de Paul Morand ainsi titré (cette édition ne se réalisa pas), 1922.
- Jules Romains, Knock ou le Triomphe de la médecine, eau-forte originale d'Édouard Goerg, 290 exemplaires numérotés, René Van den Berg et Louis Enlart, 1924.
- Frédéric Boutet, , Tableau de l'au-delà, 14 eaux-fortes par Édouard Goerg, 347 exemplaires numérotés, coll. « Tableaux contemporains », n° 7, 1927.
- Ernst Theodor Amadeus Hoffmann (traduction de Gérard de Nerval), Aventures de la nuit de Saint-Sylvestre, 4 illustrations d'Édouard Goerg (aquarellées de la main de l'artiste dans certains exemplaires de tête), Éditions du Trianon, Paris, 1928.
- Paris, 1937, ouvrage collectif, 62 lithographies par 62 artistes, dont : Jean Cassou, Le Père-Lachaise, lithographies d'Édouard Goerg et Chériane, 500 exemplaires numérotés, Imprimerie Daragnès pour la ville de Paris, Exposition universelle de 1937.
- Pierre Ronsard, Joachim du Bellay, Louise Labé, Rémy Belleau, Étienne Jodellen Agrippa d'Aubigné, Gérard de Nerval, José Maria de Heredia, Sonnets d'amour, frontispice d'André Dunoyer de Segonzac, vignette de titre et bandeau de Robert Bonfils, eaux-fortes de Camille Berg, Michel Ciry, Luc-Albert Moreau, Jean-Gabriel Daragnès, Jean Frélaut, Maurice Savin, André Jacquemin, Demetrios Galanis, Henri Vergé-Sarrat, Jacques Boullaire, Roger Wild, Jean-Eugène Bersier, Hermine David, Marie Laurencin, Henry de Waroquier, Édouard Goerg, André Dignimont et Yves Brayer, 326 exemplaires numérotés, Compagnie française des arts graphiques, Paris, 1943.
- Vaincre, album enrichi de douze lithographies de Jean Aujame, Louis Berthomme Saint-André, André Fougeron, Édouard Goerg, Pierre Ladureau, Pierre-Paul Montagnac, Édouard Pignon, Boris Taslitzky et anonymes, trois cents exemplaires numérotés, édité par le Front national des arts au profit des F.T.P., juin 1944[8].
- Saint-Jean, L'Apocalypse traduite selon le rythme par Paul-Louis Couchoud, 20 lithographies originales hors-texte par Édouard Goerg, 198 exemplaires numérotés, Jacques Haumont éditeur, Paris, 1945.
- Gabriel-Joseph Gros, Le Bouquet de la mariée, 30 lithographies, pointes sèches et eaux-fortes originales par Maurice Asselin, Michel Ciry, Jean-Joseph Crotti, Hermine David, René Demeurisse, André Derain, Othon Friesz, Édouard Goerg, Edmond Heuzé, Marie Laurencin, Robert Lotiron, André Marchand, Kostia Terechkovitch, Louis Touchagues…, 630 exemplaires numérotés, Marcel Sautier, Paris, 1945.
- Le Livre de Job, traduction du Père Dhorme, 33 eaux-fortes par Édouard Goerg, Éditions du Seuil, 1946.
- Guillaume Apollinaire (préface de Paul Léautaud, Il y a, 2 lithographies originales et 6 culs-de-lampe par Édouard Goerg, éditions Grégoire - Le Salon carré, 1947.
- Edgar Allan Poe, L'Ange du bizarre, suivi d'autres contes, 28 eaux-fortes originales d'Édouard Goerg, 275 exemplaires numérotés, Marcel Sautier, Paris, 1947.
- Charles Baudelaire, Les Fleurs du Mal - Spleen et idéal - Tableaux parisiens, 2 volumes, 2 frontispices et 269 lithographies originales d'Édouard Goerg, 210 exemplaires numérotés, Marcel Sautier, Paris, 1948[12].
- Dante Alighieri, L'Enfer, 108 eaux-fortes originales d'Édouard Goerg, 2 volumes, 1950.
- Jean-Paul Sartre, La Nausée, éditions André Sauret, série du grand prix des Meilleurs romans du demi-siècle, 1950.
- Lewis Carroll (traduction de Bernard Citroën), Chiméra : deux contes photographiques (Un photographe à la campagne duivi de La légende de l'Écosse), frontispice d'Édouard Goerg, 11 eaux-fortes de Mario Avati, Les Impénitents, Paris, 1955.
- Pierre Lyautey et Raymond Cogniat, L'Histoire de France, 4 volumes illustrés par Paul Aïzpiri, Louis Berthomme Saint-André, Yves Brayer, Bernard Buffet, Christian Caillard, Roger Chapelain-Midy, Michel Ciry, Lucien Coutaud, André Dignimont, Lucien Fontanarosa, Michel de Gallard, Édouard Goerg, André Hambourg, Jean Jansem, Édouard Georges Mac-Avoy, André Minaux, Clément Serveau, Kostia Terechkovitch, Louis Touchagues, Pierre-Yves Trémois, Le Club du livre, Philippe Lebaud, 1963.
- François Mauriac, Le Sagouin, Galigaï, L'Agneau, frontispice de Bernard Buffet, Paris, éditions du Cercle du bibliophile, 1969.
- Franz Kafka, Le Procès, Paris, éditions Les Bibliophiles du Palais, 1967.
- William Beckford, Vathek, préface de Marc Chadourne, Paris, éditions du Cercle des amateurs de livres et d'art typographique, 1962.

### Écrit
- Édouard Goerg, « La part du tragique », dans ouvrage collectif sous la direction de Gaston Diehl, Les problèmes de la peinture, Éditions Confluences, 1945.

## Expositions

### Expositions personnelles
- Galerie Panardie, Paris, 1922.
- Galerie Berthe Weill, Paris, 1925, 1927.
- Galerie du Centaure, Bruxelles, 1926.
- Galerie Georges Bernheim, 1929[13]
- Galerie Jeanne Castel. Paris, mai-juin 1935.
- Galerie Drouant-David, octobre-novembre 1942.
- Galerie Le Garrec, Paris, 1943.
- Édouard Goerg - Estampes et gouaches, Galerie Sagot-Le Garrec, novembre-décembre 1959.
- Galerie Bellier, Paris, mai 1960[14].
- Galerie 65, Cannes, avril-mai 1963.
- Goerg, l'œuvre gravé, Bibliothèque nationale de France, 1963.
- Château Grimaldi, Cagnes-sur-Mer, 1968.
- Rétrospective Goerg - Peintures, gouaches, dessins, lithographies, livres illustrés, galerie Île des arts, Paris, 1983[15].
- Mairie du 16e arrondissement de Paris, 1989.
- Édouard Goerg, peintures, dessins, lithographies, peintures - Hommage au peintre décédé à Callian il y a cinquante ans, médiathèque de Callian, juillet-août 2019.

### Expositions collectives
- Salon des indépendants, à partir de 1920.
- Salon d'automne, Paris, à partir de 1922, sociétaire en 1925.
- Premier Salon du temps présent, Paris, 1935 (membre du comité organisateur présidé par André Lhote).
- 1937 : Édouard Goerg part à Barcelone en février avec six autres membres de l’A.E.A.R. (Cabrol, Jannot, Labasque, Lauze, Lefranc et Masereel).
- Espagne 1930-1937 : no pasaran ! - six peintres, Paris, mars 1937 (catalogue avec préface Vaincre ou mourir par Louis Aragon, édité par l'Union General de Trabajadores, Barcelone)[16].
- Exposition universelle, Paris, mai-novembre 1937[17].
- Les Maîtres de l’art indépendant 1897-1937 (neuf tableaux d'Édouard Goerg), Petit Palais, Paris, 1937.
- Salon de la Société des peintres graveurs, Paris, 1937.
- La Marseillaise de la Libération - Exposition sous le patronage d'Yvon Bizardel, directeur des Beaux-Arts, musées et bibliothèques de la ville de Paris, galerie Roux-Hentschel, Paris, juillet 1945[18].
- Biennale de Venise, 1952, 1954.
- Expositions au Caire, à Alexandrie et à Beyrouth, 1954.
- 1955 : expositions à Sao-Paulo, Rio de Janeiro et Buenos-Aires.
- 1956 : expositions à Nantes (Mignon-Massart), Reims (André Droulez), Nancy (Librairie des Arts, gravures), Strasbourg (Aktarius), Lausanne (Maurice Bridel et Nane Cailler).
- Salon des peintres témoins de leur temps, musée Galliera, Paris, 1957[19], 1961[20].
- Salon Grands et jeunes d'aujourd'hui, Hôtel Martinez, Cannes, août-septembre 1961.
- 50 maîtres de Renoir à Kisling - La collection Oscar Ghez, Musée de Tel Aviv, décembre 1964 - janvier 1965[21].
- Grand maîtres, petits formats - Pierre Bonnard, Philippe Cara Costea, Jean Commère, Henri-Edmond Cross, Honoré Daumier, André Derain, Charles Despiau, Charles Dufresne, Raoul Dufy, André Dunoyer de Segonzac, Georges Feher, Tsugouharu Foujita, Édouard Goerg, Jean Jansem, Charles Marcon, André Marchand, Henri Matisse, André Minaux, Alain Mongrenier, Roger Mühl, Jules Pascin, Pierre-Auguste Renoir, Georges Seurat, Paul Signac, Maurice de Vlaminck, Jacques Van den Bussche, Galerie Jean-Claude Bellier, Paris, décembre 1964.
- 80 maîtres de Renoir à Kisling, Galerie municipale d'art moderne et contemporain de Turin, 1966.
- 6O maîtres de Renoir à Chagall, 1890-1930, musée Galliera, Paris, septembre-octobre 1966.
- Trésors du Petit Palais de Génève - De Renoir à Kisling, palais de la Bourse, Chambre de commerce et d'industrie de Marseille, juin-octobre 1990.
- De Bonnard à Baselitz, dix ans d'enrichissements du cabinet des estampes, 1978-1988, Bibliothèque nationale de France, 1992[22].
- Réalistes des années 20 - Peintures d'Yves Alix, Alfred Courmes, Jean Fautrier, Édouard Goerg, Marcel Gromaire, Jean Lurçat, Lacques Mauny, Musée-Galerie de la Seita, Paris, 1998.
- L'École de Paris, Musée des Beaux-Arts de Clermont-Ferrand, 1999[23].
- L'art en guerre, France 1938-1947, de Picasso à Dubuffet, musée national d'art moderne, Paris, octobre 2012 - février 2013[24].
- Chroniques interdites - Résister par l'art et la littérature, Musée de la Résistance nationale, Champigny-sur-Marne, juin-août 2016.
- 60e anniversaire de l'association Pointe & Burin - 60 ans de gravure en France, Fondation Taylor, Paris, mai 2017[25].
- Bateaux ivres, bateaux bleus - Pierre Alechinsky, Raymond Moretti, Édouard Goerg, André Planson, Andrée Bordeaux-Le Pecq, Carlos-Reymond, Maurice Verdier…, Centre Cristel éditeur d'art, Saint-Malo, décembre 2018 - janvier 2019[26].

## Collections

### Collections publiques

#### Canada
- Québec, musée national des beaux-arts[27].

#### États-Unis
- Chicago, Art Institute of Chicago[28].

#### France
- Clermont-Ferrand, musée d'art Roger-Quilliot.
- Musée d'art moderne - Donation Martine et Pierre Cligman, Fontevraud, Le Bal nègre, huile sur toile[29].
- Gravelines, musée du dessin et de l'estampe originale, lithographie pour L'Apocalypse de Saint Jean, 1945.
- Grenoble, musée.
- Guéret, musée d'Art et d'Archéologie, Portrait de jeune femme, huile sur toile[30].
- Limoges, musée des Beaux-Arts.
- Menton (Alpes-Maritimes), musée des Beaux-Arts : Femme nue couchée et chien, aquarelle sur papier[31].
- Montpellier, musée Fabre : Sur le port, huile sur toile[32].
- Nancy, musée des arts décoratifs, L'Habilleuse, huile sur toile[33].
- Nevers, musée de la Faïence et des Beaux-Arts.
- Paris, département des estampes et de la photographie de la Bibliothèque nationale de France, huit estampes dont Au temps de Paris, lithographie originale, 1964[22].
- Paris, musée d'art moderne de la ville, huiles sur toiles : Nus, 1928[34], La Guerre aérienne, 1936[35], Trois nus blonds, 1943[36] ; estampes : Le Coiffeur[37], Les Fourmis et les hommes[38], Trois personnages[39], L'Offrande[40], Les Nymphes du Luxembourg[41], Les Nymphes chassées des bois[42].
- Paris, musée national d'art moderne.
- Poitiers, musée Sainte-Croix.
- Reims, musée des beaux-arts : Dames choisissant des cravates, huile sur toile[43].
- Saint-Rémy-de-Provence, musée Estrine.

#### Russie
- Saint-Petersbourg, musée de l'histoire de la Religion, L'Enfer de Dante Alighieri, eaux-fortes originales d'Édouard Goerg, 1950[44].

#### Suisse
- Genève, musée du Petit Palais.

### Collections privées
- Oscar Ghez, Conciliabule, huile sur toile 73x92cm, 1928[21].
- Pierre Lévy[45].

## Réception critique et témoignages
- « Il rêvait d'être acteur, il fut peintre. Il n'est pas impossible qu'une escapade aux Indes n'ait joué sur sa vocation. Comme Jérôme Bosch ou Goya, ses maîtres préférés, il appartient à la pléiade des fantastiques qui, comme le poète, s'attachent à traduire : "Le cauchemar plein de choses inconnues". Que ce soit en peinture ou en gravure, il ouvre une large fenêtre sur le royaume des chimères. » - René Barotte[19]
- « Édouard Goerg n'est pas seulement un grand peintre de la satire sociale et un grand pamphlétaire. C'est le peintre prophétique des danses de mort des jeux de massacre. Son monde est un spectacle à épisodes multiples. La comédie humaine et la divine comédie y alternent. Les charges, les proverbes et les moralités font place dans son œuvre aux thèmes lyriques et aux thèmes élégiaques. Aux masques et aux idoles de la féminité succèdent les personnages divins et les évocations de la splendeur céleste. Un visionnaire compose ou invente de toutes pièces les mirages d'un éternel printemps et un flamboyant jardin de paradis aux parterres de verdure constellés de mille fleurs. » - Waldemar-George[20]
- « Son œuvre commence dans la satire sociale, puis atteint l'hallucination, en actualisant les sorcelleries de Jérôme Bosch, voire en représentant les grands monstres des abîmes. Édouard Goerg a conduit sciemment son œuvre aux limites du délire. Sans avoir le côté "reportage" des recherches d'Henri Michaux, en se référant sans cesse à une culture picturale très étendue, sa peinture a été une des plus ouvertes au mystère. De la satire à la vision, elle a couvert tout l'éventail de la peinture expressionniste. » - Pierre Descargues[46]
- « Il fut un grand aîné et un ami, dès mes débuts. Je me souviens de cette première visite que je lui fis en son hôtel particulier de la rue Du Couédic et de son si bon accueil… Accueillant aux jeunes, ayant assez de talent pour ne pas les craindre, et sans doute aussi suffisamment de qualité humaine pour souhaiter les aider, il fut un exemplaire président des Peintres Graveurs… Il y avait une note satanique dans le meilleur de son travail. Son beau visage en portait la marque, cette attache effilée du lobe de l'oreille, fuyante et d'une acuité infernale, ce regard vrillant, sa chevelure en flammes. » - Michel Ciry[47]
- « Après avoir pris à partie les représentants de la bourgeoisie, l'artiste exprime, de 1935 à 1940, dans des toiles "d'imagination apocalyptique", l'angoisse que lui inspire la condition humaine. Puis, durant la Seconde Guerre mondiale, il exécute des tableaux dits "aux filles-fleurs", où la beauté physique se trouve opposée à la laideur morale. Par la suite, il s'attachera surtout à la représentation poétique, voire fantastique de l'homme. Imposant toujours une atmosphère très personnelle, grâce au mouvement du dessin dont les oves et les ondes multiplient les courbes, les tableaux de Goerg, d'abord monochromes, ont, vers 1929, gagné un éclat nouveau, dû à l'apparition de tons plus francs. » - Les Muses, encyclopédie des arts[33]
- « Goerg nous a laissé un type de femme. Adolescente aux hanches étroites, aux yeux charbonneux, ébouriffée, toute droite au milieu des bouquets. Les visages, dans ses tableaux, ont les mêmes fonctions que les fleurs : ils éclatent en taches claires sur le vert sombre ou le bronze d'un fond très modulé. Sans un collier, sans une parure, ces nus paraissent incongrus dans ce décor de jardin, et l'expression mutine, parfois innocente, de ces filles-fleurs ajoute à l'équivoque. Telle est l'image que l'on garde d'une œuvre placée traditionnellement dans les expositions et les histoires de l'art à côte de celle d'un Rouault, les deux représentants les plus marquants de ce qu'on appelle l'expressionnisme français. » - Pierre Mazars[48]
- « La part la moins connue, et sans doute la meilleure de son œuvre, date de l'époque surréaliste, entre 1922 et 1942 ; elle est née à la fois des stigmates laissés par les horreurs de la Première Guerre mondiale et des recherches angoissées de l'artiste sur le plan philosophique et religieux. » - Gérald Schurr[49]
- « Il a généralement groupé des nus féminins, mais assez souvent ces nus ont, si l'on peut ainsi dire, des témoins mâles strictement accoutrés. C'est dans ces dernières figures que persiste le plus cette intention bouffonne des débuts. Toutefois, le comique se charge d'amertume, de sarcastique. On retrouve aussi quelque chose d'un caricatural douloureux dans ces nus de très jeunes filles, qui sont les ingénues des compositions de Goerg. Traitant sans complaisance le thème de la volupté, ce peintre est loin d'avoir tout sacrifié au sujet, à la littérature. C'est par des vertus hautement picturales, par un emploi personnel de la couleur que ce peintre s'est le plus certainement imposé. » - Jacques Busse[50]
- « Sa verve satirique est celle d'un Toulouse-Lautrec des Années folles. Goerg morigène le monde dont il est issu, la morgue et la fausseté des importants. » - Michel Charzat[51]

## Distinctions

### Décorations
- Chevalier de la Légion d'honneur.
- Commandeur dans l'Ordre des Arts et des Lettres.

### Prix
- Prix Hallmark, 1949[5].
- Prix de gravure de Lugano, 1950[33].

### Hommage
- Une rue de Cély (Seine-et-Marne) porte le nom d'Édouard Goerg.

## Élèves
- Paul Ambille (1930-2010), en 1948.
- Mario Avati (1921-2009), à partir de 1947.
- Alain-Adrien Fournier (1931-1983).
- Arnaud d'Hauterives (1933-2018).
- Roger Marage (1922-2012), de 1945 à 1947.
- Robert Nicoïdski (1931-1996), de 1957 à 1960.
- Jean Peschard (1928-2007), en 1951, premier prix de Rome en gravure en 1956.
- Jacques Ramondot (1928-1999).
- Édouard Righetti (1924-2001), de 1949 à 1954.
- Sam Ringer (1918-1986), de 1947 à 1953.
- Roland Topor (1938-1997)[52].

### Filmographie
- 1928 : Édouard Goerg à Cély d'André Sauvage. Film restauré par les Archives françaises du film du CNC.

### Radiophonie
- Lydia Harambourg, Édouard Goerg, le miroir d'une vie, émission de Marianne Durand-Lacaze, Canal Académie, 27 janvier 2013 (écouter en ligne, durée : 12 min 46 sec).